# Tiberius Plautius Silvanus Aelianus

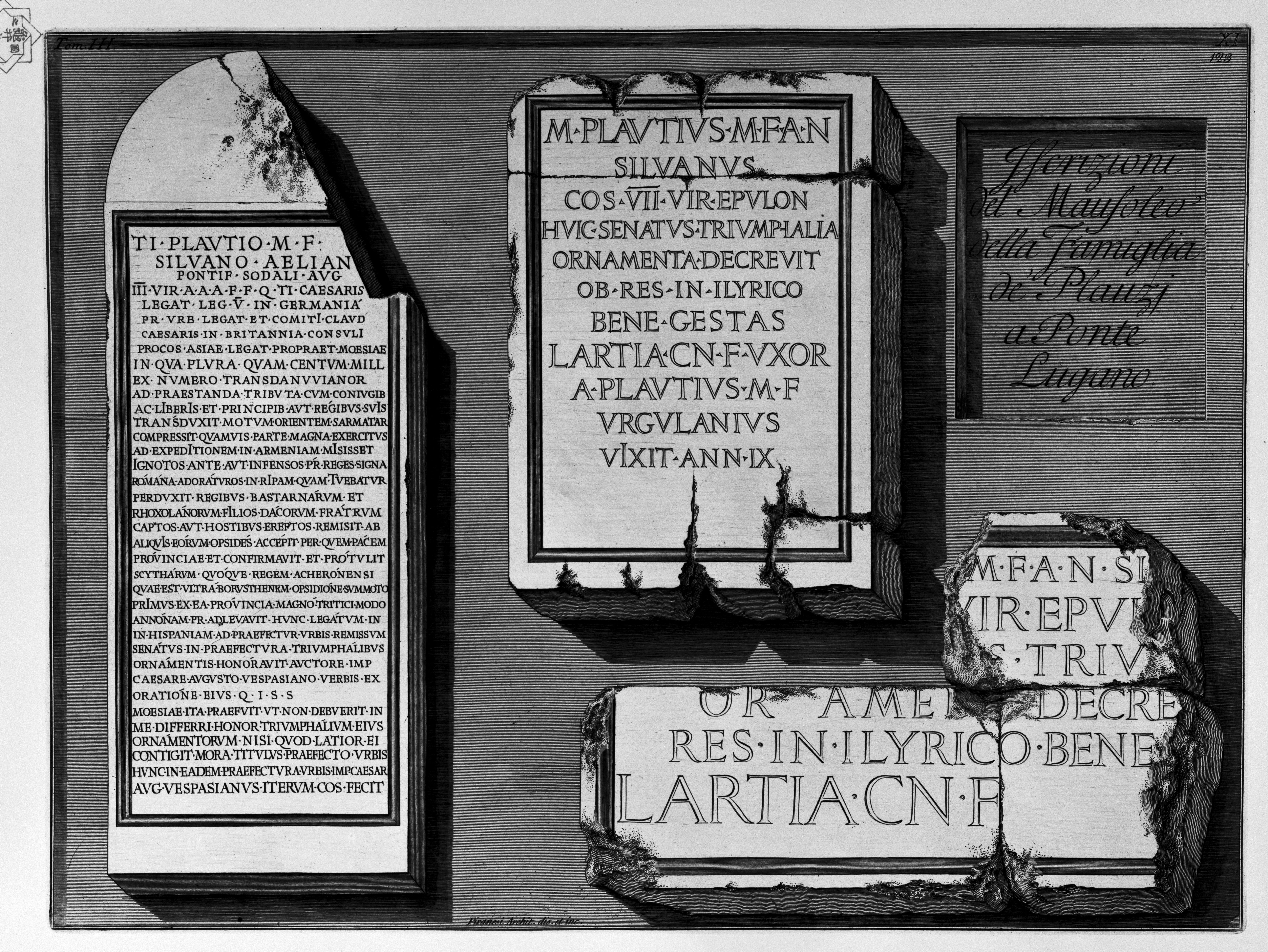
Kupferstich aus einer Publikation Giovanni Battista Piranesis aus dem 18. Jahrhundert mit Inschriften aus dem Mausoleum der Plautier, links im Bild die ausführliche Grabinschrift des Tiberius Plautius Silvanus Aelianus

Tiberius Plautius Silvanus Aelianus († wohl 79) war ein römischer Senator des 1. Jahrhunderts.

## Familien
Aus seinem Namen wird ersichtlich, dass Tiberius Plautius Silvanus Aelianus von Geburt an ein Aelius Lamia war, der später von einem Plautius Silvanus adoptiert wurde. Wahrscheinlich ist er vor 11 n. Chr. geboren. Plautius’ mutmaßlicher leiblicher Vater, Lucius Aelius Lamia, Konsul des Jahres 3 n. Chr., war in Formiae beheimatet und gehörte einer wohl sehr wohlhabenden Familie an, deren Mitglieder seit Caesar im Senat vertreten waren und mit Plautius’ Vater vermutlich erstmals den Konsulat und vielleicht auch patrizischen Status erlangten.
Die Familie, der sein Adoptivvater, wohl Marcus Plautius Silvanus, Prätor des Jahres 24 n. Chr., angehörte, hatte bereits während der späten Republik Vertreter im Senat, gehörte seit 2 v. Chr. sogar zu den konsularen gentes und stammte aus Trebula Suffenas. 47/48 n. Chr. wurden die Plautii, die wohl in einer engen Verbindung zum Kaiserhaus standen, von Claudius in das Patriziat aufgenommen.

## Laufbahn
Plautius’ vollständige Laufbahn wird in seiner Grabinschrift vom Mausoleum der Plautier in Tibur genannt. Demnach war er:
- Tresvir monetalis (ca. 35);
- Quästor des Kaisers Tiberius (ca. 36);
- Legat der Legio V Alaudae (ca. 39/40);
- Praetor urbanus (42?);
- Legat und comes des Kaisers Claudius bei der Eroberung Britanniens (43/44);
- Suffektkonsul (45);
- unter die Patrizier aufgenommen (47/48);
- Prokonsul der Provinz Asia (55/56?);
- Statthalter der Provinz Mösien (nach 60?).
- von Vespasian mit den Triumphalornamenten ausgezeichnet;
- Statthalter der Provinz Tarraconensis (Hispania citerior)? (70/71–73);
- Stadtpräfekt Roms (72?);
- Suffektkonsul zum 2. Mal (74).

Nach Plautius’ erstem Konsulat scheint sich seine Karriere ein wenig verlangsamt zu haben. Die Gründe hierfür sind nicht ganz klar.
Zu seiner Statthalterschaft in Mösien, die sich nur allgemein aufgrund verschiedener Indizien in die 60er Jahre datieren lässt, finden sich in der Inschrift ausführlichere Angaben. So soll Plautius über 100.000 Bewohner der Landstriche nördlich der Donau tributpflichtig gemacht und auf das Reichsgebiet in die Provinz Mösien umgesiedelt haben. Außerdem wird berichtet, dass er verschiedene Stämme loyal zu Rom machte, indem er Geiseln nahm oder in römischer Gefangenschaft befindliche Prinzen wieder zurück in ihre Heimat schickte, und dass er außerdem einen Aufstand der Sarmaten niederschlug.
Wohl wegen seiner verdienstvollen Leistungen in Mösien wurden ihm etwas verspätet unter Vespasian die ornamenta triumphalia verliehen. Ebenfalls unter Vespasian vertrat er im Jahr 70 den Kaiser in der Funktion des Pontifex bei den Feierlichkeiten anlässlich der Arbeiten zur Wiedererrichtung des Tempels des Jupiter Capitolinus. Bei der sich anschließenden Legatur handelt es sich sehr wahrscheinlich um eine Sondermission, wie die Worte hunc legatum in Hispaniam ad praefecturam urbis remissum in der Mausoleums-Inschrift vermuten lassen. Plautius starb vermutlich noch im Jahre 79, da Vespasian noch nicht mit dem Epitheton divus in seiner Grabinschrift aufgeführt ist. Vielleicht war Lucius Aelius Lamia Plautius Aelianus, der Suffektkonsul des Jahres 80, sein Sohn.

## Mausoleum der Plautier

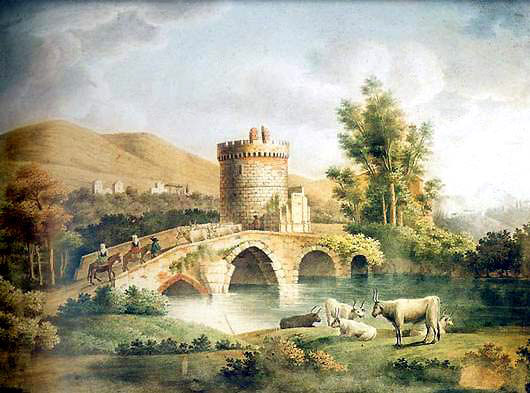
Die Lucano-Brücke an der Straße nach Tivoli mit dem Mausoleum der Plautier

Plautius’ Mausoleum an der Via Tiburtina ist ein Rundbau im etruskischen Stil. Neben ihm selbst sind dort zahlreiche Mitglieder der Familie der Plautier beigesetzt. Das gut erhaltene Monument ist wie die von Marcus Plautius Lucanus erbaute Brücke seit 2014 von einer Hochwassermauer, die nahegelegene Industriebauten vor dem Tiberhochwasser in der Existenz bedroht.